# Антолин (Бяльский повет)
Антолин (пол. Antolin) — деревня в Бяльском повете Люблинского воеводства Польши. Входит в состав гмины Константынув. По данным переписи 2011 года, в деревне проживало 114 человек.

## География
Деревня расположена на востоке Польши, к югу от реки Западный Буг, вблизи государственной границы с Белоруссией, на расстоянии приблизительно 25 километров к северу от города Бяла-Подляска, административного центра повета. Абсолютная высота — 147 метров над уровнем моря. К югу от населённого пункта проходит региональная автодорога 698.

## История
Согласно «Справочной книжке Седлецкой губернии на 1875 год» деревня Антолин входила в состав гмины Заканале Константиновского уезда Седлецкой губернии. В 1912 году Константиновский уезд был передан в состав новообразованной Холмской губернии.
В 1975—1998 годах деревня входила в состав Бяльскоподляского воеводства.

## Население
Демографическая структура по состоянию на 31 марта 2011 года:
|         | Всего | До трудоспособного возраста | Трудоспособного возраста | Старше трудоспособного возраста |
| ------- | ----- | --------------------------- | ------------------------ | ------------------------------- |
| Мужчины | 53    | 11                          | 39                       | 3                               |
| Женщины | 61    | 10                          | 31                       | 20                              |
| Всего   | 114   | 21                          | 70                       | 23                              |